# Єрай Альварес
Єрай Альварес Лопес (ісп. Yeray Álvarez López; нар. 24 січня 1995, Баракальдо) — іспанський футболіст, захисник клубу «Атлетік Більбао».
Виступав, зокрема, за клуби «Басконія» та «Більбао Атлетік», а також молодіжну збірну Іспанії.

## Клубна кар'єра
Народився 24 січня 1995 року в місті Баракальдо. Вихованець футбольної академії-кантери клубу «Атлетік Більбао».
У дорослому футболі дебютував в 2013 році виступами за команду клубу «Басконія», в якій провів один сезон, взявши участь у 26 матчах чемпіонату. Більшість часу, проведеного у складі «Басконії», був основним гравцем захисту команди.
Своєю грою за цю команду привернув увагу представників тренерського штабу клубу «Більбао Атлетік», до складу якого приєднався в 2014 році. Відіграв за дублерів клубу з Більбао наступні два сезони своєї ігрової кар'єри. Граючи у складі «Більбао Атлетіка» також здебільшого виходив на поле в основному складі команди.
До складу головного клубу басків, «Атлетік Більбао», приєднався в 2016 році. Станом на 21 травня 2017 відіграв за клуб з Більбао 26 матчів в національному чемпіонаті.

## Виступи за збірну
В 2017 році залучався до складу молодіжної збірної Іспанії, за яку зіграв у 2 офіційних матчах.

## Досягнення
«Атлетік» (Більбао)
- Володар Кубка Іспанії: 2023–24[4]
- Володар Суперкубка Іспанії: 2020